# Eumichtis margarita
Eumichtis margarita là một loài bướm đêm trong họ Noctuidae.